# ジェイソン・ロンドン
ジェイソン・ロンドン（Jason London, 1972年11月7日 - ）は、アメリカ合衆国の俳優である。

## 来歴
1972年、カリフォルニア州サンディエゴに生まれる。その後、オクラホマ州とテキサス州で育った。双子であり、もう一人の兄弟であるジェレミー・ロンドンも現在俳優として活動している。
1991年にリース・ウィザースプーンの『マン・イン・ザ・ムーン/あこがれの人』で映画デビュー。1993年にはリチャード・リンクレイター監督の『バッド・チューニング』で初の主役に抜擢されている。また1996年に出演した日米合作の『クリスマス黙示録』では、天海祐希とも共演した。それ以降はテレビドラマや映画など様々な作品にクレジットされており、キャリアを順調に積んでいる。

### 私生活
これまで二度の結婚歴があり、1回目の結婚では女優のチャーリー・スプラドリングと結婚し1児をもうけるが2011年に離婚。その後、同じく女優のソフィア カーステンズと2011年に結婚。

## 出演作品

### 映画
- マン・イン・ザ・ムーン/あこがれの人 The Man in the Moon (1991)
- False Arrest (1991) ※テレビ映画
- December (1991)
- バッド・チューニング Dazed and Confused (1993)
- I'll Fly Away: Then and Now (1993)
- 運命の絆 Safe Passage (1994)
- 男たちの危険な午後 Fall Time (1995)
- 3人のエンジェル To Wong Foo Thanks for Everything, Julie Newmar (1995)
- 新・ハダシの重役/ねらえ!高視聴率 The Barefoot Executive (1995)
- スリーウイメン/この壁が話せたら If These Walls Could Talk (1996) ※テレビ映画
- クリスマス黙示録 Countdown (1996)
- L.A.救命士 Broken Vessels (1998)
- ブレイブ・フィールド Frontline (1999)
- キャリー2 The Rage: Carrie 2 (1999)
- My Teacher's Wife (1999)
- エイリアン・カーゴ Alien Cargo (1999)
- シャーロック・ホームズ/バスカヴィル家の犬 The Hound of the Baskervilles (2000)
- ホワイトトラッシュ/その日暮らし Poor White Trash (2000)
- アルゴノーツ/伝説の冒険者たち Jason and the Argonauts (2000)
- クールボーダー Out Cold (2001)
- ドラキュリアII/鮮血の狩人 Dracula II: Ascension (2003)
- クール・ボーダーズ Grind (2003)
- Wasabi Tuna (2003)
- Identity Theft: The Michelle Brown Story (2004) ※テレビ映画
- Out of the Woods (2005)
- グラスハウス2 Glass House: The Good Mother (2006) ※ビデオ作品
- ソード・レジェンド/失われたドラゴンの剣 Adventures of Johnny Tao (2006)
- Throwing Stars (2007)
- AVA/エイリアン VS. エイリアン/ジャッジメント・デイ Showdown at Area 51 (2007)
- All Roads Lead Home (2008)
- Killer Movie (2008)
- デビル・ハザード The Devil's Tomb (2009)
- A Golden Christmas (2009)
- マスカレード Maskerade (2010)
- タワー・オブ・ザ・デッド Fight or Flight (2010)
- ヴァナルガンド/解かれた封印 Monsterwolf (2010)
- The Putt Putt Syndrome (2010)
- The Black Belle (2010)
- 51 【フィフティ・ワン】 51 (2011)
- The Lamp (2011)
- ビッグ・フット・ハンティング Snow Beast (2011)
- TATSUMAKI -タツマキ- Storm War (2011)
- Tomorrow's End (2011)
- Avarice (2012)
- スミティ Smitty (2012)
- A Night of Nightmares (2012)
- The Accidental Missionary (2012)
- Wiener Dog Nationals (2013)
- A Perfect Vacation (2014)
- Untold (2014)

### テレビドラマ
- ハリウッド・ナイトメア Tales from the Crypt (1993)
- 新アウターリミッツ The Outer Limits (1995)
- ナイトビジョン Night Visions (2001)
- Wildfire (2005 - 2007)
- セブンスヘブン 7th Heaven (2003)
- クリミナル・マインド FBI行動分析課 Criminal Minds (2006)
- グレイズ・アナトミー 恋の解剖学 Grey's Anatomy (2007)
- 女捜査官グレイス 〜 天使の保護観察中 Saving Grace (2007, 2008)
- ゴースト 〜天国からのささやき Ghost Whisperer (2008)
- NCIS 〜ネイビー犯罪捜査班 NCIS: Naval Criminal Investigative Service (2010)
- ダラス Dallas (2012)
- MAJOR CRIMES〜重大犯罪課 Major Crimes (2013)

### ビデオゲーム
- Star Wars: Jedi Starfighter (2002)